# Yei Airport
Yei Airport är en flygplats i Sydsudan.   Den ligger i delstaten Central Equatoria, i den södra delen av landet, 130 kilometer sydväst om huvudstaden Juba. Yei Airport ligger 849 meter över havet.
Terrängen runt Yei Airport är platt, och sluttar norrut. Närmaste större samhälle är Yei, 3,4 kilometer öster om Yei Airport.
Omgivningarna runt Yei Airport är huvudsakligen savann. Runt Yei Airport är det ganska glesbefolkat, med 28 invånare per kvadratkilometer.